# Kupa na Sŭvet·skata armiya 1971-1972
La Coppa dell'Esercito sovietico 1971-1972 è stata la 27ª edizione di questo trofeo, e la 32ª in generale di una coppa nazionale bulgara di calcio, terminata il 12 luglio 1972.  Il CSKA Sofia ha vinto il trofeo per la settima volta.

## Primo turno
| Squadra 1        | Risultato       | Squadra 2          |
| ---------------- | --------------- | ------------------ |
| 1971             |                 |                    |
| Svetkavica       | 2 – 1           | Dobrudža           |
| Benkovski Byala  | 0 – 0 (1-3 dtr) | Vatev Beloslav     |
| Šumen            | 2 – 0           | Dorostol Silistra  |
| Akademic Svištov | 4 – 1           | Ludogorec          |
| Sakarski Minyor  | 1 – 2           | Rodopa Smoljan     |
| Chirpan          | 3 – 0           | Lokomotiv Karnobat |
| Sliven           | 3 – 1           | Haskovo            |
| Marica Plovdiv   | 2 – 3           | Arda Kărdžali      |
| Velbažd          | 2 – 1 (dts)     | Hebăr Pazardžik    |
| STZ Voroshilov   | 2 – 0           | Minyor Brezhani    |
| Sportist         | 2 – 1           | Chorni Breznik     |
| Botev Yoglav     | 0 – 3           | Gigant Saedinenie  |
| Montana          | 3 – 0           | Lokomotiv Dryanovo |
| Bdin             | 5 – 0           | Metalurg Eliseyna  |

## Sedicesimi di finale
| Squadra 1            | Risultato       | Squadra 2         |
| -------------------- | --------------- | ----------------- |
| 22 dicembre 1971     |                 |                   |
| Svetkavica           | 1 – 4           | Spartak Varna     |
| Vatev Beloslav       | 0 – 2           | FK Etăr           |
| Černo More Varna     | 4 – 0           | Šumen             |
| Dunav Ruse           | 4 – 2           | Akademic Svištov  |
| Rodopa Smoljan       | 0 – 2           | Beroe             |
| Botev Plovdiv        | 3 – 0           | Chirpan           |
| Tundzha Yambol       | 0 – 0 (6-5 dtr) | Sliven            |
| FK Černomorec Burgas | 0 – 1           | Arda Kărdžali     |
| Velbažd              | 1 – 3           | Levski Sofia      |
| Marek Dupnica        | 9 – 2           | Sportist          |
| STZ Voroshilov       | 1 – 7           | CSKA Sofia        |
| Gigant Saedinenie    | 0 – 2           | Botev Vraca       |
| Lokomotiv Sofia      | 4 – 0           | Montana           |
| Slavia Sofia         | 3 – 1           | Bdin              |
| Spartak Pleven       | 0 – 1           | Akademik Sofia    |
| Jantra Gabrovo       | 3 – 0           | Lokomotiv Plovdiv |

## Fase a gironi
Le gare si sono svolte tra il 19 e il 27 febbraio 1972.

### Gruppo 1
| Squadra         | Pt | G | V | N | P | GF | GS | DG |
| --------------- | -- | - | - | - | - | -- | -- | -- |
| Lokomotiv Sofia | 6  | 3 | 3 | 0 | 0 | 6  | 1  | +5 |
| Beroe           | 4  | 3 | 2 | 0 | 1 | 7  | 4  | +3 |
| Tundzha Yambol  | 2  | 3 | 1 | 0 | 2 | 2  | 6  | -4 |
| Arda Kărdžali   | 0  | 0 | 0 | 3 | 3 | 0  | 4  | -4 |

| Squadra 1       | Risultato   | Squadra 2       |
| 1ª giornata     | 1ª giornata | 1ª giornata     |
| --------------- | ----------- | --------------- |
| Beroe           | 5 - 1       | Tundzha Yambol  |
| Lokomotiv Sofia | 2 - 0       | Arda Kărdžali   |
| 2ª giornata     |             |                 |
| Beroe           | 1 - 3       | Lokomotiv Sofia |
| Tundzha Yambol  | 1 - 0       | Arda Kărdžali   |
| 3ª giornata     |             |                 |
| Arda Kărdžali   | 0 - 1       | Beroe           |
| Lokomotiv Sofia | 1 - 0       | Tundzha Yambol  |

### Gruppo 2
| Squadra        | Pt | G | V | N | P | GF | GS | DG |
| -------------- | -- | - | - | - | - | -- | -- | -- |
| Levski Sofia   | 5  | 3 | 2 | 1 | 0 | 4  | 1  | +3 |
| Spartak Varna  | 4  | 3 | 1 | 2 | 0 | 2  | 1  | +1 |
| Marek Dupnica  | 3  | 3 | 1 | 1 | 1 | 4  | 5  | -1 |
| Akademik Sofia | 0  | 3 | 0 | 0 | 3 | 3  | 6  | -3 |

| Squadra 1      | Risultato   | Squadra 2      |
| 1ª giornata    | 1ª giornata | 1ª giornata    |
| -------------- | ----------- | -------------- |
| Levski Sofia   | 2 - 0       | Marek Dupnica  |
| Spartak Varna  | 1 - 0       | Akademik Sofia |
| 2ª giornata    |             |                |
| Marek Dupnica  | 3 - 2       | Akademik Sofia |
| Levski Sofia   | 0 - 0       | Spartak Varna  |
| 3ª giornata    |             |                |
| Akademik Sofia | 1 - 2       | Levski Sofia   |
| Spartak Varna  | 1 - 1       | Marek Dupnica  |

### Gruppo 3
| Squadra        | Pt | G | V | N | P | GF | GS | DG |
| -------------- | -- | - | - | - | - | -- | -- | -- |
| CSKA Sofia     | 5  | 3 | 2 | 1 | 0 | 7  | 1  | +6 |
| Dunav Ruse     | 4  | 3 | 1 | 2 | 0 | 1  | 0  | +1 |
| Jantra Gabrovo | 2  | 3 | 0 | 2 | 1 | 0  | 4  | -4 |
| Botev Vraca    | 1  | 3 | 0 | 1 | 2 | 1  | 4  | -3 |

| Squadra 1      | Risultato   | Squadra 2      |
| 1ª giornata    | 1ª giornata | 1ª giornata    |
| -------------- | ----------- | -------------- |
| CSKA Sofia     | 0 - 0       | Dunav Ruse     |
| Botev Vraca    | 0 - 0       | Jantra Gabrovo |
| 2ª giornata    |             |                |
| CSKA Sofia     | 3 - 1       | Botev Vraca    |
| Dunav Ruse     | 0 - 0       | Jantra Gabrovo |
| 3ª giornata    |             |                |
| Jantra Gabrovo | 0 - 4       | CSKA Sofia     |
| Botev Vraca    | 0 - 1       | Dunav Ruse     |

### Gruppo 4
| Squadra          | Pt | G | V | N | P | GF | GS | DG |
| ---------------- | -- | - | - | - | - | -- | -- | -- |
| Slavia Sofia     | 5  | 3 | 2 | 1 | 0 | 5  | 2  | +3 |
| Botev Plovdiv    | 4  | 3 | 1 | 2 | 0 | 4  | 3  | +1 |
| Černo More Varna | 2  | 3 | 1 | 0 | 2 | 3  | 5  | -2 |
| FK Etăr          | 1  | 3 | 0 | 1 | 2 | 3  | 5  | -2 |

| Squadra 1        | Risultato   | Squadra 2        |
| 1ª giornata      | 1ª giornata | 1ª giornata      |
| ---------------- | ----------- | ---------------- |
| Slavia Sofia     | 3 - 1       | Černo More Varna |
| FK Etăr          | 2 - 2       | Botev Plovdiv    |
| 2ª giornata      |             |                  |
| Slavia Sofia     | 1 - 0       | FK Etăr          |
| Černo More Varna | 0 - 1       | Botev Plovdiv    |
| 3ª giornata      |             |                  |
| Botev Plovdiv    | 1 - 1       | Slavia Sofia     |
| FK Etăr          | 1 - 2       | Černo More Varna |

## Quarti di finale
| Squadra 1       | Risultato       | Squadra 2     |
| --------------- | --------------- | ------------- |
| 1972            |                 |               |
| Lokomotiv Sofia | 1 – 1 (4-3 dtr) | Dunav Ruse    |
| Beroe           | 0 – 2           | CSKA Sofia    |
| Spartak Varna   | 0 – 1           | Slavia Sofia  |
| Levski Sofia    | 4 – 2           | Botev Plovdiv |

## Semifinali
| Squadra 1      | Risultato       | Squadra 2       |
| -------------- | --------------- | --------------- |
| 28 giugno 1972 |                 |                 |
| CSKA Sofia     | 1 – 0           | Lokomotiv Sofia |
| 29 giugno 1972 |                 |                 |
| Slavia Sofia   | 1 – 1 (9-8 dtr) | Levski Sofia    |

## Finale
| Arbitro: | Petar Nikolov |

|                                     |           |  |
| Žekov 18’ Marašliev 28’, 55’ (rig.) | Marcatori |  |